# Melanargia trimouleti
Melanargia trimouleti är en fjärilsart som beskrevs av Dubordieu 1923. Melanargia trimouleti ingår i släktet Melanargia och familjen praktfjärilar. Inga underarter finns listade i Catalogue of Life.